# 양산 통도사 창녕포교당 목조석가여래좌상
양산 통도사 창녕포교당 목조석가여래좌상(梁山 通度寺 昌寧布敎堂 木造釋迦如來坐像)은 대한민국 경상남도 창녕군 창녕읍, 창녕포교당에 모셔져 있는 나무로 만든 석조여래좌상이다. 2002년 8월 14일 경상남도의 유형문화재 제374호 통도사창녕포교당목조석가여래좌상으로 지정되었다가, 2018년 12월 20일 현재의 명칭으로 변경되었다.

## 참고 자료
- 양산 통도사 창녕포교당 목조석가여래좌상 - 국가유산청 국가유산포털